# SOEPstatus
De SOEP status is een methode van bijhouden van een medisch dossier. 
De informatie die uit een contact tussen een zorgverlener en patiënt voortvloeit wordt genoteerd onder vier kopjes:
- Subjectief – de gevoelens en waarnemingen van de patiënt die hem naar de zorgverlener drijven. Hier komen de gegevens te staan die uit de anamnese naar voren komen.
- Objectief – de tekens en symptomen die de zorgverlener zelf kan waarnemen. De resultaten van het eigen lichamelijk onderzoek.
- Evaluatie – de duiding van de klachten en symptomen, meestal een of meerdere mogelijke diagnosen
- Plan – wat er nu gaat gebeuren, bijvoorbeeld uitleg, geruststelling, afwachten, nader onderzoek, bijvoorbeeld bloed prikken, röntgenfoto's) om onderscheid te maken tussen verschillende mogelijkheden, verwijzing naar specialist of paramedicus, behandeling met geneesmiddelen.

Het op deze manier noteren van de gegevens helpt een duidelijke logische lijn in het geneeskundig proces vast te houden en voorkomt dat stappen worden overgeslagen. De meeste HIS-programma's zijn op deze manier georganiseerd. Ook worden het Elektronisch Pharmaceutisch Dossier (EPD) in het apotheekinformatiesysteem Pharmacom op deze wijze georganiseerd en in ziekenhuizen wordt meestal de papieren status op dezelfde wijze bijgehouden. De afzonderlijke notities worden in dat geval meestal aangeduid met S/, O/, E/ en P/.